# Cethosia penthesilea
Cethosia penthesilea är en fjärilsart som beskrevs av Johann August Ephraim Goeze 1779. Cethosia penthesilea ingår i släktet Cethosia och familjen praktfjärilar. Inga underarter finns listade i Catalogue of Life.

## Bildgalleri

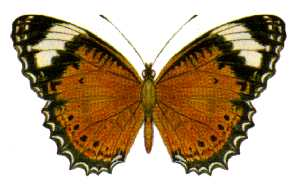
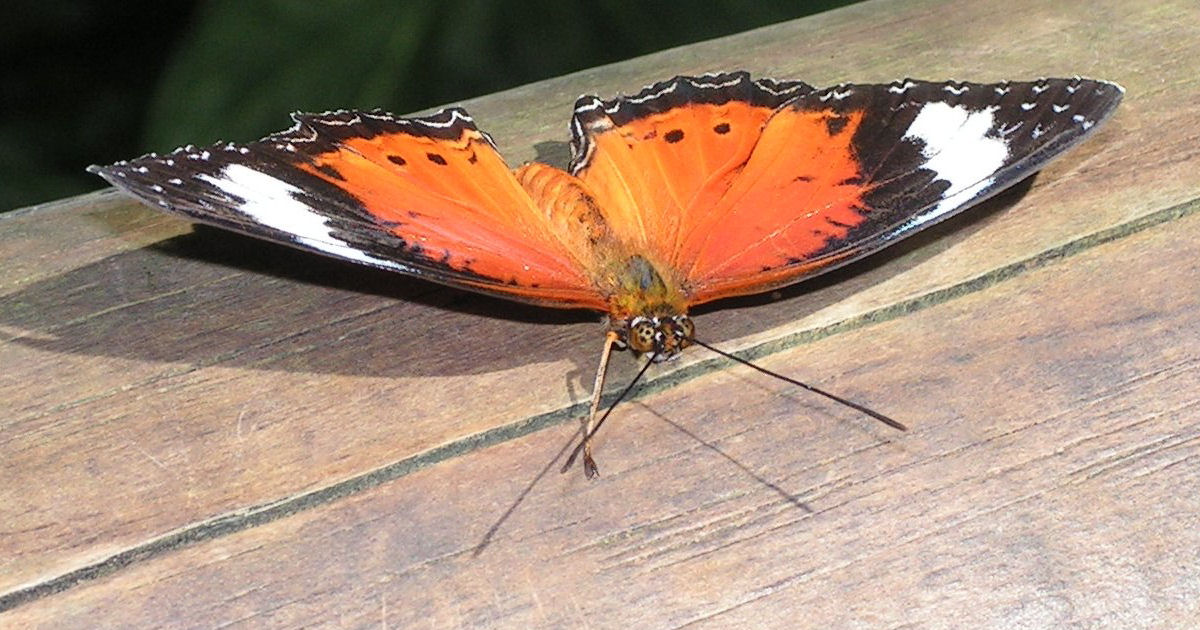